# Slag bij Bulgnéville
De Slag bij Bulgnéville op 2 juli 1431 was een veldslag tussen twee ridderlegers in de opvolgingsstrijd tussen René I van Anjou en Anton van Vaudémont voor de titel van hertog van Lotharingen. Anton van Vaudémont en zijn Bourgondische bondgenoten wonnen de slag. René I van Anjou werd gevangen genomen maar werd uiteindelijk wel erkend als hertog van Lotharingen.

## Voorgeschiedenis
Karel II van Lotharingen overleed op 25 januari 1431. Bij testament had Karel het hertogdom nagelaten aan zijn schoonzoon René I van Anjou. Anton van Vaudémont betwistte dit testament en beriep zich op de Salische Wet waardoor het hertogdom niet via de vrouwelijke lijn kon worden doorgegeven. Hijzelf was de zoon van Ferry I van Vaudémont die op zijn beurt een zoon was van hertog Jan I van Lotharingen. Al voor de dood van hertog Karel II waren er tevergeefs pogingen tot verzoening en arbitrage geweest.
De meerderheid van de vazallen van het hertogdom, de prelaten en de steden steunden René. Anton weigerde echter leenhulde te brengen aan René voor zijn bezittingen die zich in het hertogdom Lotharingen bevonden. Met steun van koning Karel VII van Frankrijk verklaarde René hierop de oorlog aan Anton en begon op 1 juni 1431 het beleg van de burcht van Vaudémont.

## Aanloop

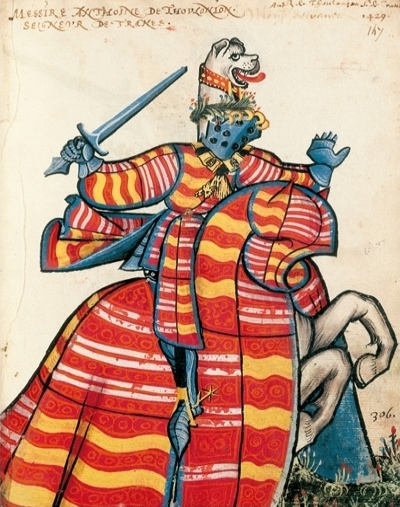
Antoon van Toulongeon (Armorial équestre Toison d'or)

Anton bevond zich op dat moment in Vlaanderen en ronselde daar een leger van 1500 ridders. Hij genoot de steun van Filips de Goede, de hertog van Bourgondië. Die stelde een leger ter beschikking onder leiding van Antoon van Toulongeon, maarschalk van Bourgondië. Hij beschikte over 1000 ridders aangevuld met 3000 voetsoldaten en boogschutters. Hij had ook verschillende stukken artillerie. Antoon van Toulongeon kreeg de leiding over het gezamenlijke leger met Anton van Vaudémont naast zich.
René beschikte over 6000 ridders, afkomstig uit Lotharingen, Elzas en de Duitse landen. Hij had verder 1500 voetsoldaten en verschillende stukken artillerie. Zijn leger plaatste hij onder leiding van Arnault Guilhem de Barbazan, een vertrouweling van de Franse koning.
Het gros van het Lotharings leger dat Vaudémont belegerde, trok naar het zuidwesten om zo het Bourgondische leger de pas af te snijden. Antoon van Toulongeon staakte op 1 juli zijn opmars bij Sandaucourt tegen de zin van Anton van Vaudémont. Hij wist dat hij tegenover een overmacht stond en hoopte de strijd uit te stellen om intussen bijkomende manschappen te werven. De volgende dag vernam hij echter dat het Lotharings leger al vlakbij was en dat een veldslag onvermijdelijk was.

## Veldslag
Antoon van Toulongeon stelde zijn leger op tussen de dorpen Vaudoncourt en Bulgnéville. Hij koos een heuvel uit die tussen twee beken was gelegen. Zijn Engelse boogschutters, gewapend met bogen en kruisbogen stelde hij op vooraan in het centrum en op de twee flanken. De artillerie werd tussen hen in opgesteld. Voor hen werden houten staken in de grond geslagen. Zijn ridders stelde hij op achter achter de boogschutters. Tegen hun zin liet hij hen afstappen. De bagagetrein stond daar vlak achter opgesteld.
De rechterflank van het Lotharings leger werd geleid door Barbazan, het centrum door René en de linkerflank door Wisse van Conflans en Robert van Saarbrücken. Zij stelden zich op 500 meter van hun tegenstanders op. Barbazan raadde aan af te wachten en het initiatief aan de vijand te laten om hen uit hun defensieve positie te dwingen.
Na een impasse die twee uur duurde opende René toch de aanval met zijn ridders. De Bourgondische artillerie en de boogschutters brachten grote verliezen toe aan het Lotharings leger. Barbazan sneuvelde al snel in de strijd wat voor verwarring zorgde op de rechterflank. Het centrum werd tot staan gebracht door de pijlenleger en vervolgens aangevallen door de Bourgondische ridders die naar voren traden. Het Lotharings centrum was in wanorde en er vielen veel doden. Er kwam geen versterking van de linkerflank want Wisse van Conflans en Robert van Saarbrücken kozen ervoor hun troepen terug te trekken toen ze de nakende nederlaag zagen. Na twee of drie uur strijd bleven alleen René en enkele getrouwen op het slagveld over en zij zagen zich gedwongen zich over te geven.
Het Lotharings leger verloor 3000 tot 4000 mannen (doden en gevangenen). Bij de Bourgondiërs vielen tussen 1500 en 2500 doden.

## Nasleep
Isabella van Lotharingen, de vrouw van René, zocht steun bij de Lotharingse steden en bracht een nieuw leger bij mekaar. Anton van Vaudémont zag af van een gewapende inval en zocht een onderhandelde oplossing. René werd opgesloten in Bourgondië en uiteindelijk vrijgekocht tegen een groot losgeld. Pas in 1427 werd er een definitieve vrede gesloten waarbij René hertog van Lotharingen bleef.